# Michal Ožibko
Michal Ožibko (* 17. března 1981 Šumperk) je český malíř.

## Život
Počátky tvorby spadají do jeho útlého dětství (ačkoliv svou první olejomalbu vytvořil až ve svých 14 letech). Na základní a střední škole mimo obrazů tvořil také graffiti.[zdroj?] V roce 2001 po absolvování základní vojenské služby u Hradní stráže v Praze se neúspěšně pokusil dostat na Vysokou školu uměleckoprůmyslovou do ateliéru Pavla Nešlehy. Na Akademii výtvarných umění v Praze, byl přijat na počtvrté a zakončil ji v červnu roku 2011 diplomovou prací ESCAPE. Šlo o obraz postmoderní piety o rozměrech 5×4 metry, který je od jara roku 2015 umístěn na arcibiskupském zámku v Kroměříži. Oponentem jeho práce mu byl profesor Gordon Graham (autor knihy Filosofie umění), který je jedním z přednášejících na Princetonu v New Jersey. Po celou dobu studia na Akademii navštěvoval Michal Ožibko ateliér klasických malířských technik profesora Zdeňka Berana.
Roku 2010 získal Michal Ožibko cenu diváků v soutěži National Portrait Gallery v Londýně za obraz iDeath.

## Dílo
Do povědomí veřejnosti vstoupil díky realistické malbě, která má fotorealistické až hyperrealistické tendence. Tematicky se ve svých dílech zabývá zobrazováním kompozic běžných předmětů, které mají nezřídka existenciální podtext a dále pak parafrázemi starých obrazů, u nichž se snaží o zpřítomnění tématu pomocí současných atributů zakomponovávaných do obrazové plochy.
Charakter jeho děl je silně iluzivní, díky technice malby, která spočívá v nanášení mnoha tenkých vrstev lazurních nátěrů, a díky níž jeho obrazy mají tak silný vizuální účinek. V případě abstraktních prací, které jsou v Ožibkově tvorbě rovněž zastoupeny, je jeho malířský rukopis vysoce pastózní a barevnost veskrze expresivní.

## Práce autora

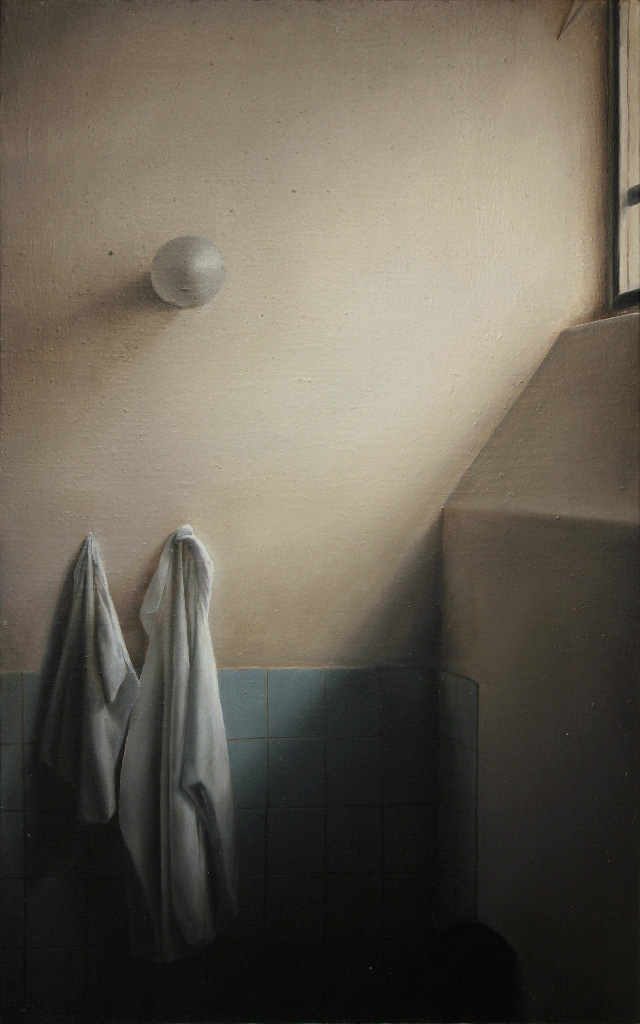
Osamělé olej na plátně 80×50 cm 2005
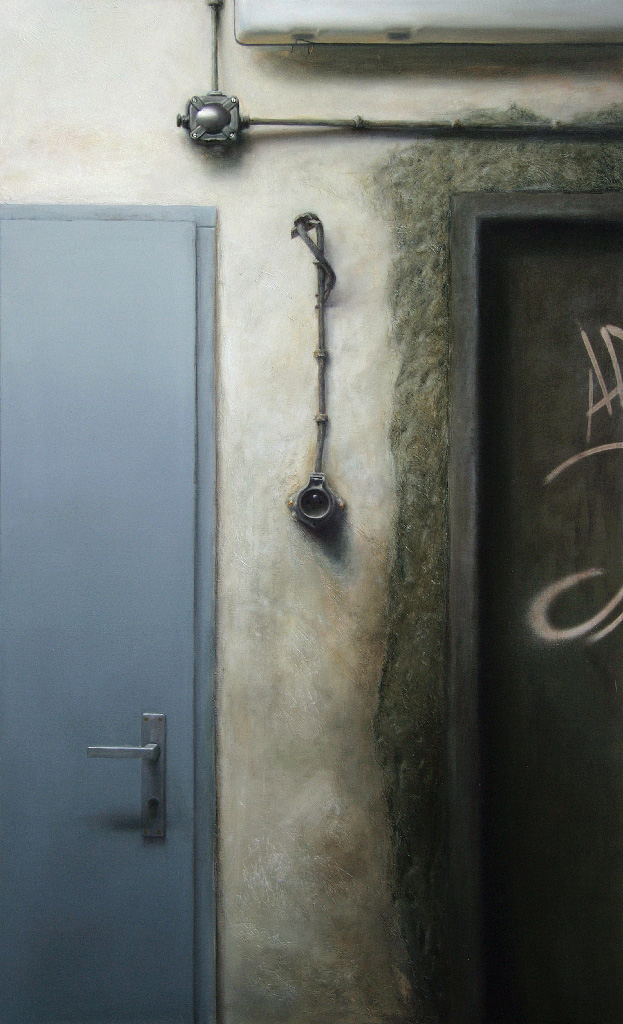
BeTween olej na plátně 230×140 cm 2007
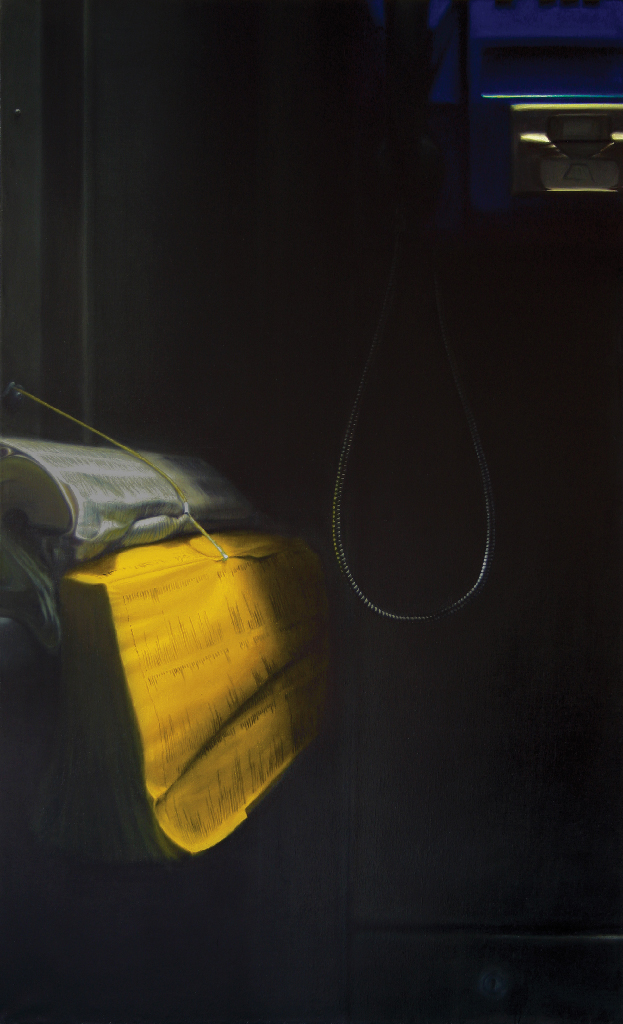
Phone Box olej na plátně 230×140 cm 2007
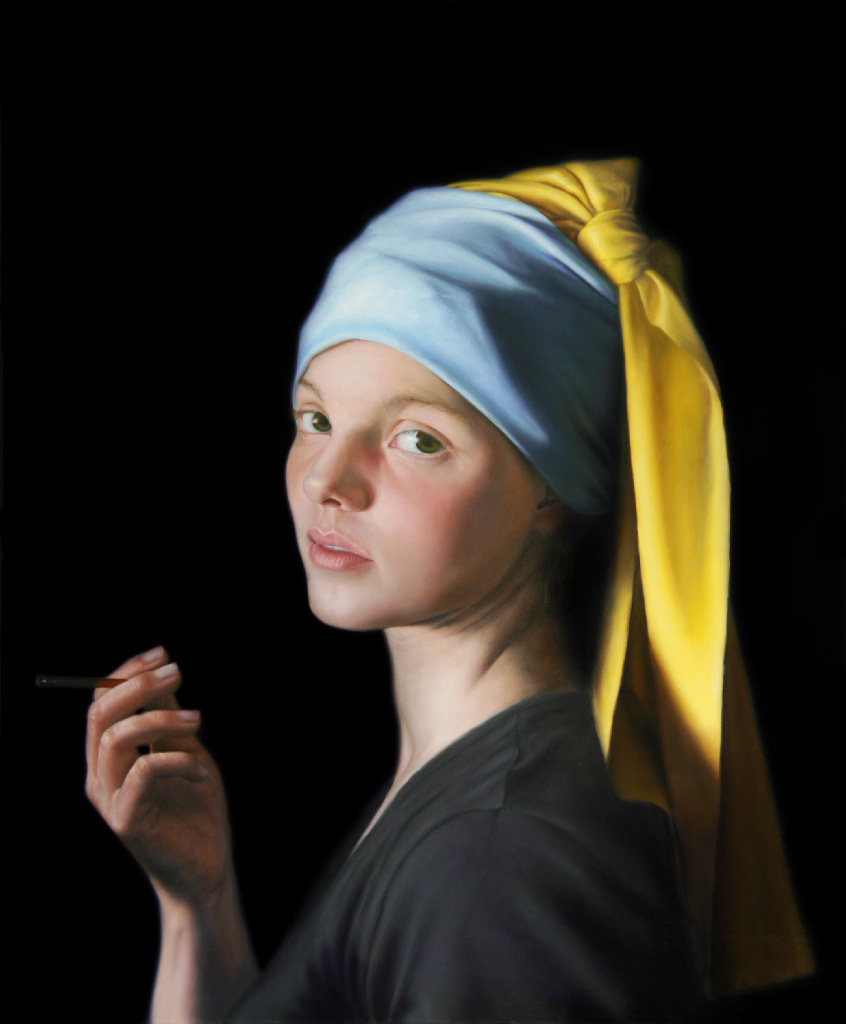
Dívka s… olej na plátně 230×190 cm 2007
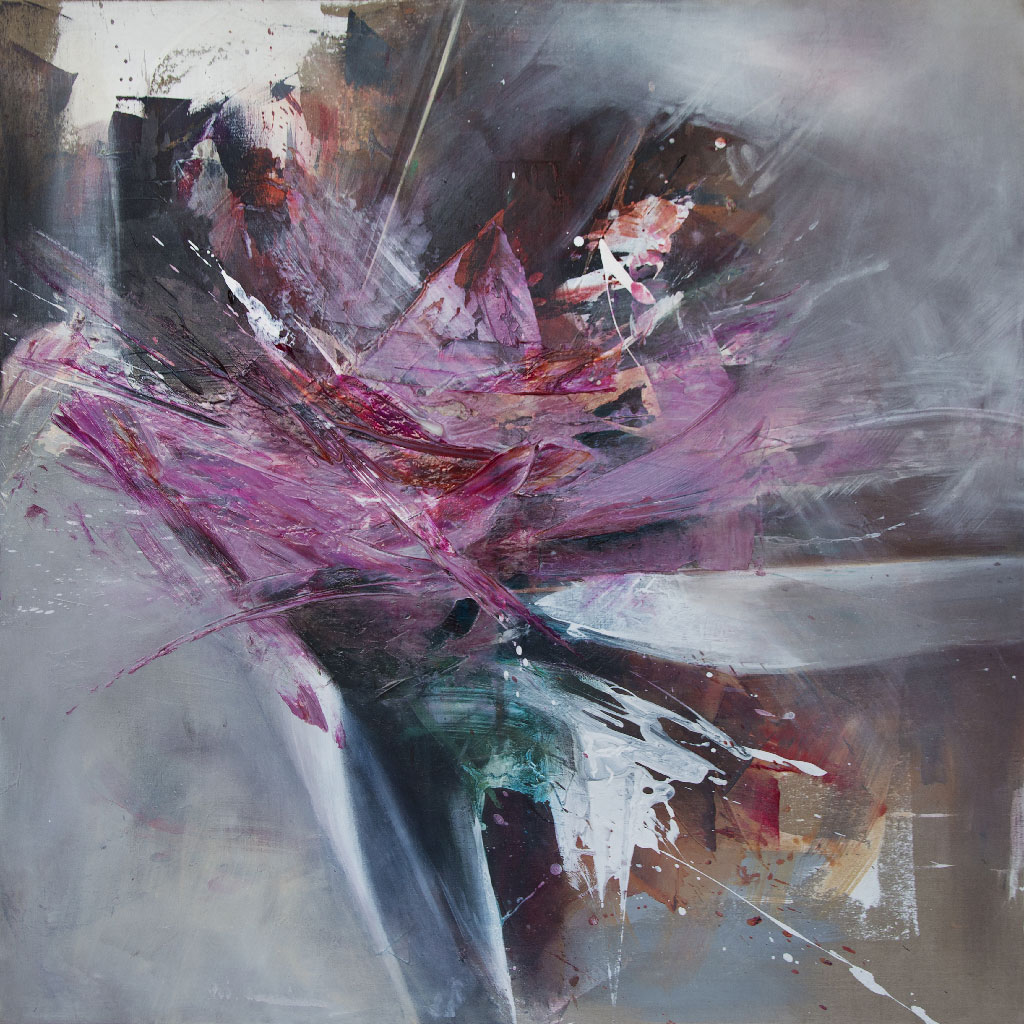
Kolaudace srdečních komor akryl na plátně 160×160 cm 2017
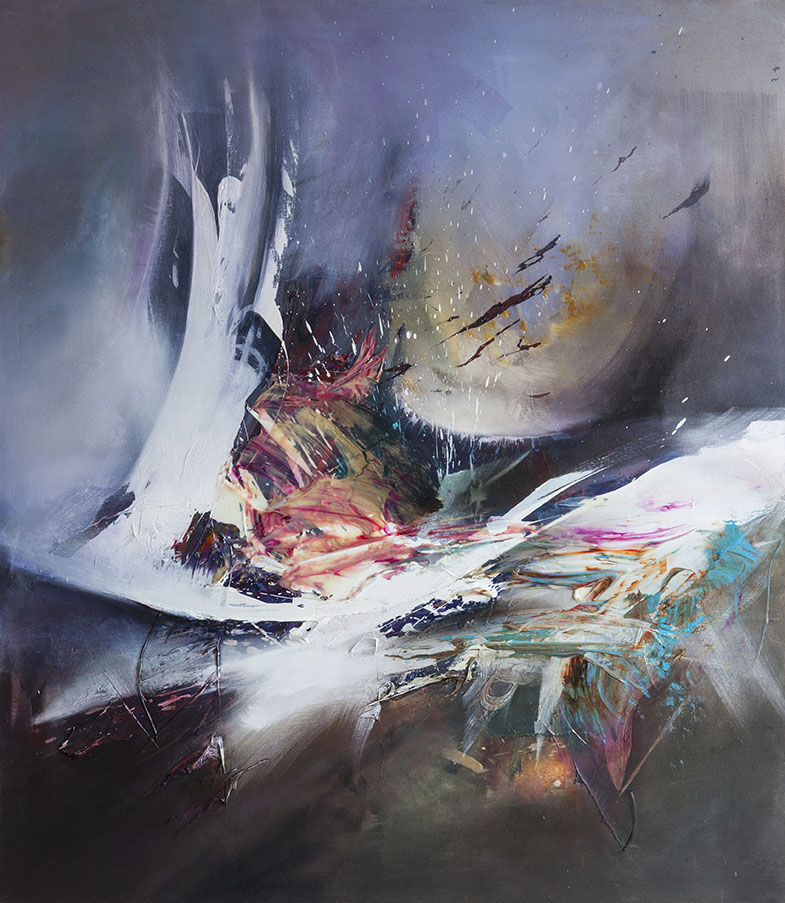
Studie duplicity akryl na plátně 230×200 cm 2017
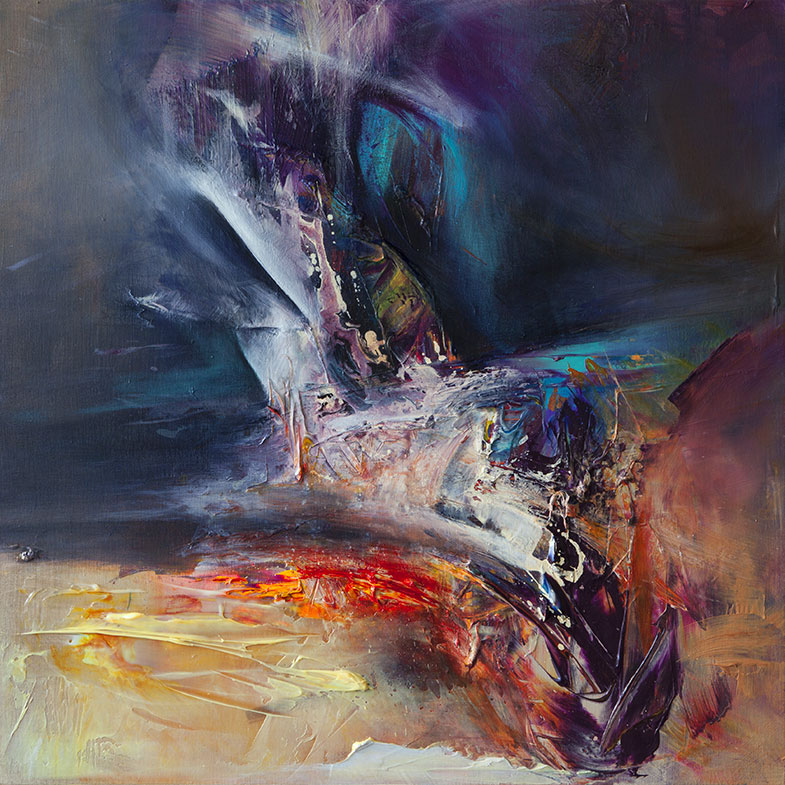
Studie duplicity II. akryl na plátně 110×110 cm 2017
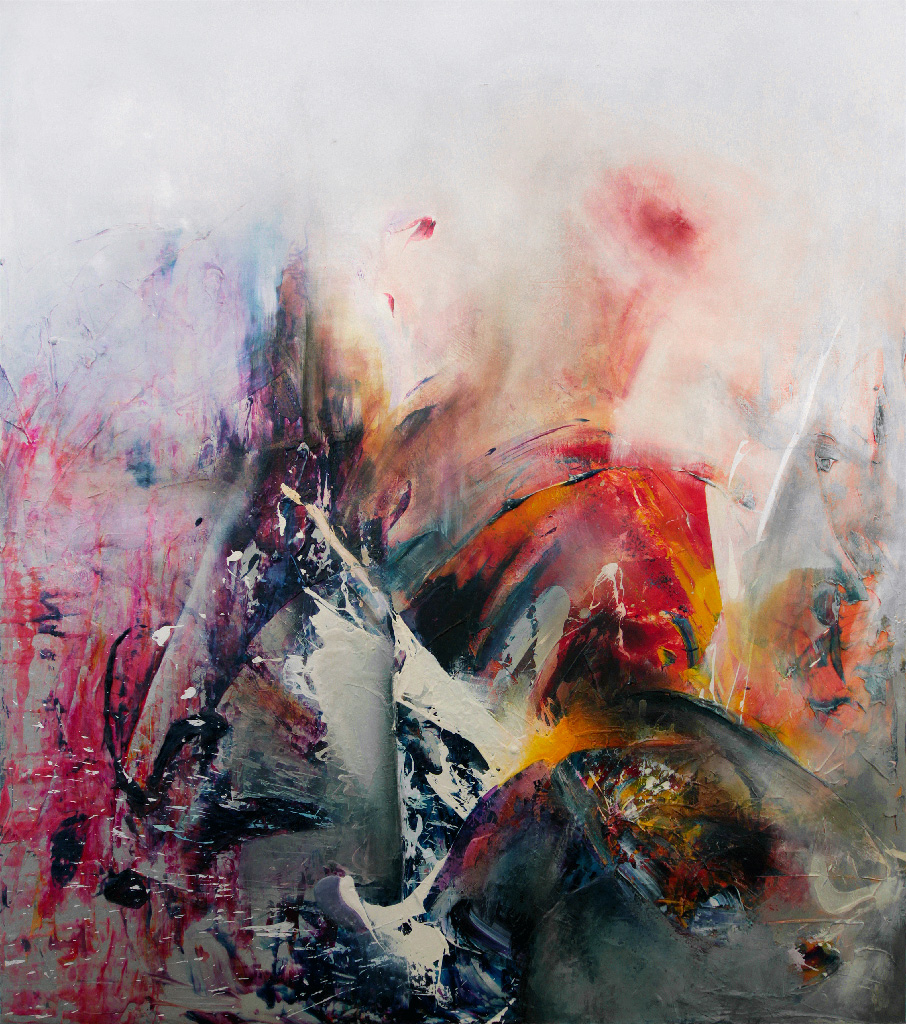
Ticho, šum, hluk akryl na plátně 260×230 cm 2010
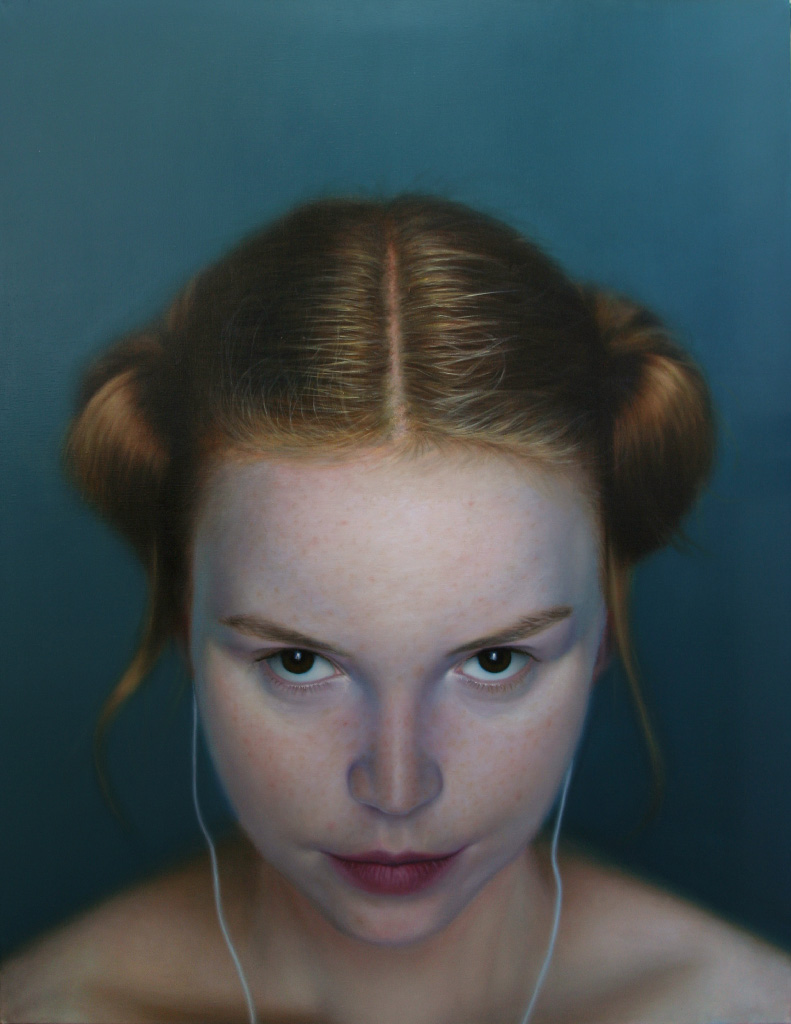
iDeath I. olej na plátně 220×170 cm 2010
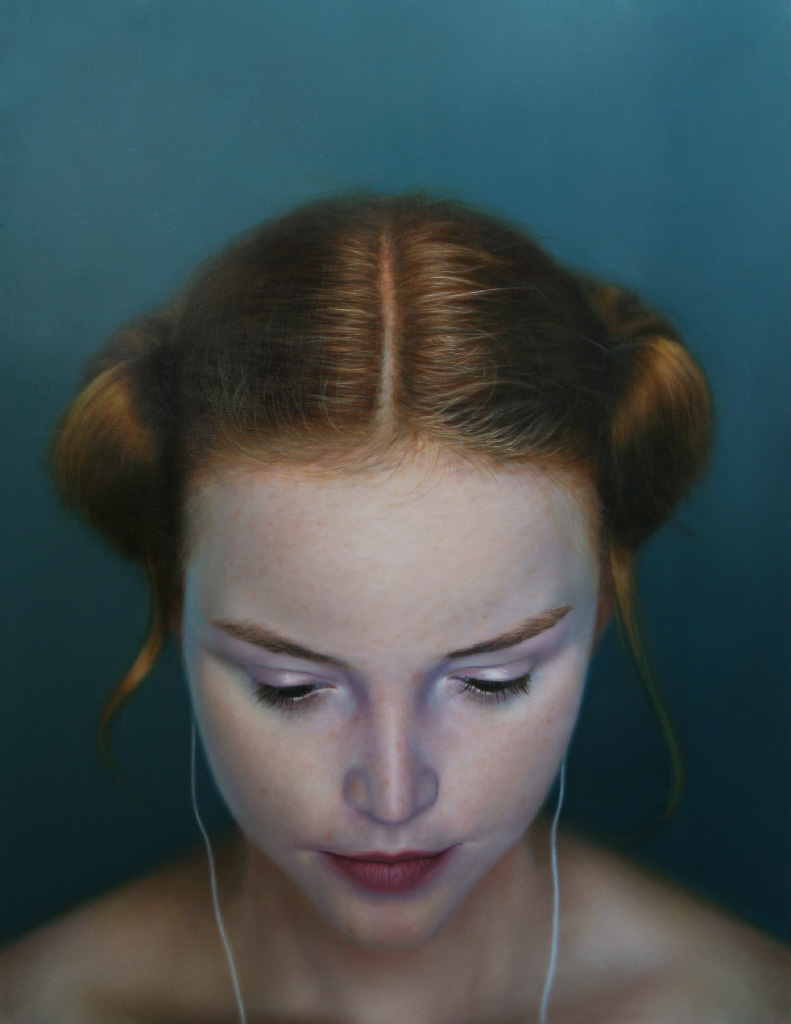
iDeath II. olej na plátně 220×170 cm 2010

## Veletrhy
- ART PRAGUE 2022 – (Praha) vydán katalog
- SCOPE 2020 – (New York)
- ART MARKET BUDAPEST – (Budapešť 2018) vydán katalog
- ART PRAGUE 2016 – Mánes (Praha) vydán katalog
- ART PRAGUE 2010 – Mánes (Praha) vydán katalog
- ART PRAGUE 2009 – Mánes (Praha) vydán katalog

## Aukce
- Umění pro Ukrajinu (Praha, březen 2022)
- Sotheby's – Modern & Contemporary Art (Kolín nad Rýnem, září 2021) aukční položka 57
- Adolf Loos Apartment and Gallery (Praha, únor 2018) aukční položka 117, katalog str. 101
- Mladé umění 1998 – 2005, Oficiální umění 1960 – 1989 (Praha 2005)

## Samostatné výstavy
- Prodej 3+2, 19m2 (přízemí) Praha 1  – Hyb4 (Praha 2022)
- Hořím navzdory všem mořím – Contemporary Czech Art (Šumperk 2020) vydán katalog
- Out there somewhere – 4MAT galerie (Tábor 2018)
- MIND THE GAP – The Chemistry gallery (Praha 2017)
- ...with Pearl Earring – Jellyfish gallery (Praha 2016)
- PAINTODAY – Divadlo Šumperk 2007

## Kolektivní výstavy
- In Arte Voluptas – Galerie Portheimka (Praha 2023)
- 22:22 III. – The Chemistry gallery (Praha 2020)
- Alchymie II. – Klášterní kostel svatého Antonína (Sokolov 2019)
- Genesis – Galerie Tančící dům (Praha 2019) vydán katalog
- Old news – galerie Arcimboldo (Praha 2018)
- Can't stop kissing you– The Chemistry gallery (Praha 2018) vydán katalog
- Reality show – galerie Arcimboldo (Praha 2018)
- Cizí světy – galerie Caesar (Olomouc 2018) vydán katalog
- Chemistry Salon – The Chemistry gallery (Praha 2018)
- Vášeň – The Chemistry gallery (Praha 2017)
- The Art Of Making Catastrophe – Zoya Muzeum (Modrá, Slovensko 2017)
- FASCINACE SKUTEČNOSTÍ – Muzeum umění Olomouc (Olomouc 2017) vydán katalog
- Formy hyperrealismu – Výstavní síň Mánes (Praha 2017)
- Wail of Silence – Smíchov (Praha 2014) vydán katalog
- 22:22 II. – The Chemistry gallery (Praha 2014)
- 22:22 – The Chemistry gallery (Praha 2013)
- PAINTOMORROW – Galerie ERA svět (Praha 2013)
- Alchymie – Klášterní kostel svatého Antonína (Sokolov 2013)
- PAINTOMORROW – Muzeum města Tišnova (Tišnov 2013)
- Ruka ruku myje – Aula FaVu (Brno 2012) vytištěn katalog
- PAINTOMORROW – Okresní Vlastivědné Muzeum Šumperk (Šumperk 2012) vydán katalog
- Nedávní absolventi – Galerie Navrátil (Praha 2012)
- Diplomanti AVU 2011 – Karlin hall (Praha) vydán katalog
- BP Portrait Award 2010 – Aberystwyth Art Gallery (Aberystwyth)
- BP Portrait Award 2010 – Aberdeen Art Gallery (Aberdeen)
- BP Portrait Award 2010 – Usher Gallery (Lincoln)
- BP Portrait Award 2010 – National Portrait Gallery (Londýn) vydán katalog[4][5][6]
- Transformation (kurátor: Stephen Riolo) – Berlin 2010
- UNIVERSERUM – The Chemistry gallery (Praha 2009)
- PAINt – Okresní Vlastivědné Muzeum Šumperk 2009 (vytištěn katalog)[7][8]
- DEFENESTRACE – Novoměstská radnice (Praha 2008) vytištěn katalog
- 5 TAG – galerie Jiřího Trnky (Plzeň 2007)
- EXPOSE – Okresní Vlastivědné Muzeum Šumperk 2005
- HYPERREALISMUS – strakonický zámek 2005 (vytištěn leporelo-katalog)
- INVENTURA – galerie kulturního centra Zahrada (Praha 2004)

## Kurátorské projekty
- Palladium – Contemporary Czech Art (Šumperk 2023) vydán katalog
- Hranice stínu poznání – Contemporary Czech Art (Šumperk 2022) vydán katalog
- MIND THE GAP – The Chemistry gallery (Praha 2017)
- ...with Pearl Earring – Jellyfish gallery (Praha 2016)
- Wail of Silence – Smíchov (Praha 2014)
- PAINTOMORROW – Okresní Vlastivědné Muzeum Šumperk (Šumperk 2012, Tišnov 2013, Praha 2013)
- PAINt – Okresní Vlastivědné Muzeum Šumperk 2009
- PAINTODAY – Divadlo Šumperk 2007

## Veřejné prezentace
- Výtvarná zeď (Švandovo divadlo, Praha 2017)
- Pecha Kucha (Klášterní kostel, Šumperk 2016)

## Knižní ilustrace
- Návrh titulní stránky publikace Fascinace skutečností – hyperrealismus v české malbě, Muzeum umění Olomouc, r. 2017, ISBN 9788088103219
- Grafické ztvárnění sbírky básní Dokonalým dům autora Tomáše Reinera. Vydalo jako devátý svazek nakladatelství Adolescent v říjnu 2011. ISBN 978-80-904399-3-1